# Espaço quociente (álgebra linear)
Em álgebra linear, o quociente de um espaço vetorial {\displaystyle V} por um subespaço {\displaystyle N} é um espaço vetorial obtido pelo "colapso" de {\displaystyle N} a zero. O espaço obtido é chamado de espaço quociente e é denotado por {\displaystyle V/N}.

## Definição
Formalmente, a construção do conceito ocorre na seguinte maneira (Halmos 1974, §21-22). Seja {\displaystyle V} um espaço vetorial sobre o corpo {\displaystyle K}, e seja {\displaystyle N} um subespaço de {\displaystyle V}. Define-se uma relação de equivalência {\displaystyle \sim } em {\displaystyle V} ao afirmar que {\displaystyle x\sim y} ocorre se {\displaystyle x-y\in N}. Isto é, {\displaystyle x} está relacionado a {\displaystyle y} se um puder ser obtido a partir do outro ao somar um elemento pertencente a {\displaystyle N}. Dessa definição, é possível deduzir que qualquer elemento em {\displaystyle N} está relacionado ao vetor nulo; mais precisamente, todos os vetores em {\displaystyle N} são mapeados para a classe de equivalência do vetor nulo.
A classe de equivalência (ou, nesse caso, a coclasse) de {\displaystyle x} é frequentemente denotada como
{\displaystyle [x]=x+N}
já que é dada por
{\displaystyle [x]=\{x+n:n\in N\}.}
O espaço quociente V/N é então definido como {\displaystyle V/\sim }, o conjunto de todas as classes de equivalência sobre {\displaystyle V} por {\displaystyle \sim }. A multiplicação por escalares e a adição estão definidas em classes de equivalência como
- {\displaystyle \alpha [x]=[\alpha x]\;\forall \alpha \in K}, e
- {\displaystyle [x]+[y]=[x+y].}

Não é difícil verificar que essas operações estão bem definidas (isto é, não dependem na escolha de representação). Essas operações tornam o espaço quociente {\displaystyle V/N} em um espaço vetorial sobre {\displaystyle K} com {\displaystyle N} sendo a classe zero, {\displaystyle [0]}.
O mapeamento que associa à {\displaystyle v\in V} a classe de equivalência {\displaystyle [v]} é conhecido como mapeamento quociente.